# Ribera de Santa Coloma
La Ribera de Santa Coloma discorre pel termes comunal de Queixàs, de la comarca del Rosselló (Catalunya del Nord), i just en el límit amb el de Corbera es transforma en la Ribera de Sant Julià.
Està situada en el sector nord del terme de Queixàs, on forma la vall on es troba el poble de Santa Coloma de les Illes.
Es forma al sud-oest del poble de Santa Coloma de les Illes, en el vessant per on discorre la carretera departamental D - 2, des d'on baixa cap al nord-est deixant al sud-est l'església de Santa Coloma de les Illes, fins que rep per la dreta el Còrrec de l'Església, a prop i al sud-est del poble de Santa Coloma de les Illes, lloc on gira cap al nord. Continua en aquesta direcció deixant damunt i a ponent el poble esmentat, fins que al nord-est del poble, quan arriba a una zona més plana, comença un traçat sinuós que va marcant la direcció nord-est, fins que arriba al límit dels termes comunals de Queixàs i de Corbera. En aquell moment, aplicant el topònim amb què se la coneix en aquest darrer poble, es transforma en la Ribera de Sant Julià.

## Etimologia
Segons Joan Coromines, el corònim Ribera prové de Riu, abreujat en re-, ri- o ru-, segons el context. La segona part del topònim prové del poble de Santa Coloma de les Illes, del terme comunal de Queixàs.